# 波月洞
波月洞是一个喀斯特溶洞，坐落在中华人民共和国湖南省娄底市冷水江市大乘山。它是《西游记》水帘洞和白骨洞的洞中景取景地。波月洞是AAA级景区。

## 西游记取景
1982年4月和1983年5月，《西游记》剧组来到波月洞取景，中国中央电视台剧组选择波月洞作为《猴王初问世》、《三打白骨精》与《水帘洞》等洞内拍摄取景地。

## 照片
- 水帘洞。
- 钟乳石。
- 钟乳石。
- 钟乳石。
- 钟乳石。
- 钟乳石。